# Лепельський замок
Лепельський замок — фортифікаційна споруда у місті Лепель Великого Князівства Литовського (нині у Вітебській області), споруджена на місці давньоруського городища. Існував y 16 ст. на острові Лепельського озера, навпроти с. Старий Лепель (Лепельський повіт).
Після захоплення Полоцька московські війська прибули в околиці Лепеля в 1563 році, спалили їх і збудували свою фортецю в самому Лепелі, яку невдовзі в тому ж році зруйнував Микола Радзивілл Чорний.
У 1568 р. у свою чергу, полоцький каштелян Юрій Зенович за наказом Сигізмунда Августа заклав замок у Лепелі. Замок був прямокутним у плані, фланкованим кутовими вежами. 3 півночі від міста його відділяв широкий рів, який частково заповнювався водою з озера. Біля Лепельського замку і під його охороною був торговий порт.
Лепельський замок стояв на півострові, утвореному річками Вла та Еса, з нижнього боку був відокремлений ровом, залишки якого досі видно.